# Chiara Consonni
Chiara Consonni (Ponte San Pietro, 24 de junho de 1999) é uma desportista italiana que compete no ciclismo nas modalidades de pista e rota. O seu irmão Simone também compete em ciclismo.
Ganhou duas medalhas no Campeonato Mundial de Ciclismo em Pista, nos anos 2021 e 2022, e uma medalha de prata no Campeonato Europeu de Ciclismo em Pista de 2020.

## Medalheiro internacional
| Campeonato Mundial | Campeonato Mundial      | Campeonato Mundial | Campeonato Mundial      |
| Ano                | Lugar                   | Medalha            | Competição              |
| ------------------ | ----------------------- | ------------------ | ----------------------- |
| 2021               | Roubaix ( França)       | Medalha de prata   | Perseguição por equipas |
| 2022               | Saint-Quentin ( França) | Medalha de ouro    | Perseguição por equipas |
| Campeonato Europeu |                         |                    |                         |
| Ano                | Lugar                   | Medalha            | Competição              |
| 2020               | Plovdiv ( Bulgária)     | Medalha de prata   | Perseguição por equipas |

## Palmarés
- 2019
  - 1 etapa do Boels Ladies Tour

- 2021
  - Ronde de Mouscron
  - Volta à Comunidade Valenciana
  - Grande Prêmio de Morbihan

- 2022
  - Através de Flandres
  - Dwars door de Westhoek
  - Diamond Tour
  - 1 etapa do Giro de Itália Feminino
  - Grande Prêmio de Isbergues

- 2023
  - Troféu Maarten Wynants
  - 1 etapa do Giro d'Italia Feminino